# Jan Wellem (navire)
Le Jan Wellem est le premier baleinier sous pavillon allemand. Il a une première vie en tant que navire de transports sous le nom de Württemberg jusqu'en 1935. Avant la Seconde Guerre mondiale, il fait trois voyages dans la région antarctique. Réquisitionné par la Kriegsmarine, le navire reconverti en ravitailleur est gravement endommagé en 1940 à Narvik.

## Histoire
Le navire est d'abord construit comme un navire de transport de marchandises et de passagers et appelé Württemberg. Il entre en service le 30 octobre 1921 par la Hamburg America Line. Il peut prendre 746 passagers et fait le trajet entre Hambourg et New York. Le 31 janvier 1923, il fait le trajet vers La Plata avec ses sister-ships Bayern, Baden, Sachsen et Hessen.
De 1935 à 1936, le Württemberg est reconstruit au chantier naval de Blohm + Voss à Hambourg pour devenir un baleinier. Le navire prend le nom de Jan Wellem en hommage à Jean-Guillaume de Neubourg-Wittelsbach, dont la statue équestre se trouve à Düsseldorf, la ville de l'investisseur. Il est alors agrandi et modifié en conséquence. Il appartient à la Erste Deutsche Walfang-Gesellschaft et a pour port d'attache Bremerhaven.
Le Jan Wellem entre en service le 6 septembre 1936 et part avec six navires de pêche dans la région antarctique. Lorsque la guerre éclate, il a fait trois voyages sous le commandement du capitaine Otto Kraul. Lors de son premier voyage en 1936 et 1937, il prend 920 baleines et produit 61 992 barils d'huile. L'écrivain Wolfgang Frank est à bord lors du deuxième voyage ; il en fera le sujet d'un roman et d'un scénario de documentaire.
De 1939 à 1940, le Jan Wellem est converti par la Kriegsmarine en navire militaire et sert de ravitailleur lors de l'invasion de la Norvège en 1940. Il quitte la base Nord pour fournir les destroyers allemands à Narvik au moment de l'opération Weserübung. Le 28 avril 1940, le Jan Wellem explose à Narvik à la suite d'une attaque des troupes britanniques pendant la retraite après la bataille.
Après un renflouement en juillet 1940, il sert en 1943 de dépôt de carburant à Liepāja. Il est endommagé en 1945 lors de l'évacuation du territoire de Memel puis vient après la guerre dans le port de Kiel.
À Kiel, le navire endommagé est utilisé comme un brise-lames pour la démolition de la base sous-marine locale en protection en cas d'un raz-de-marée due à une explosion.
Le Jan Wellem est coulé le 6 juin 1946 à la baie de Kiel par les forces d'occupation britanniques puis renfloué l'année suivante et transféré en Angleterre où il est mis au rebut.

## Source de la traduction
- (de) Cet article est partiellement ou en totalité issu de l’article de Wikipédia en allemand intitulé « Jan Wellem (Schiff) » (voir la liste des auteurs).